# Ratu Dau
Ratu Dau (sinh ngày 6 tháng 5 năm 2000) là cầu thủ bóng đá Fiji thi đấu ở vị trí tiền đạo cho câu lạc bộ Ba và Đội tuyển bóng đá quốc gia Fiji.

## Sự nghiệp thi đấu
Dau bắt đầu sự nghiệp tại đội trẻ của câu lạc bộ Tavua. Năm 2016, anh ta ra sân lần đầu tiên cho đội 1.

## Sự nghiệp thi đấu quốc tế
Năm 2018, Dau được triệu tập lên Đội tuyển bóng đá quốc gia Fiji bởi huấn luyện viên Christophe Gamel. Anh ta ra sân quốc tế lần đầu vào ngày 5 tháng 7 năm 2018, khi vào sân thay cho Rusiate Matarerega ở phút thứ 66 trong trận thua 1–0 trước Malaysia.